# Poliénas
Poliénas település Franciaországban, Isère megyében. Lakosainak száma 1114 fő (2022. január 1.). Poliénas Saint-Quentin-sur-Isère, Tullins, L’Albenc, Chantesse, Cras, Morette és La Rivière községekkel határos.

## Népesség
A település népességének változása:
| Lakosok száma | 644  | 737  | 908  | 1048 | 1097 | 1150 | 1188 | 1212 | 1180 | 1114 |
|               | 1968 | 1982 | 1990 | 2006 | 2013 | 2015 | 2017 | 2019 | 2020 | 2022 |